# هيثر أنخيل
هيثر أنخيل (بالإنجليزية: Heather Angel)‏ هي ممثلة أمريكية وبريطانية (وحملت سابقاً جنسية المملكة المتحدة لبريطانيا العظمى وأيرلندا)، ولدت في 9 فبراير 1909 بأكسفورد في المملكة المتحدة، وتوفيت في 13 ديسمبر 1986 بسانتا باربارا في الولايات المتحدة بسبب سرطان.

## أعمال

### أفلام
- (1933) ساحة بيركلي
- (1935) المخبر
- (1936) آخر سلالة الموهيكيين
- (1940) كبرياء وتحامل
- (1941) السيدة هاملتون
- (1941) الشك
- (1951) أليس في بلاد العجائب[7][8][9]
- (1953) بيتر بان[10][11][12][13]
- (1962) الدفن قبل الأوان[14]

## وصلات خارجية
- هيثر أنخيل على موقع IMDb (الإنجليزية)
- هيثر أنخيل على موقع ألو سيني (الفرنسية)
- هيثر أنخيل على موقع تيرنر كلاسيك موفيز (الإنجليزية)
- هيثر أنخيل على موقع أول موفي (الإنجليزية)
- هيثر أنخيل على موقع قاعدة بيانات برودواي على الإنترنت (الإنجليزية)
- هيثر أنخيل على موقع قاعدة بيانات الأفلام السويدية (السويدية)
- هيثر أنخيل على موقع إن إن دي بي (الإنجليزية)
- هيثر أنخيل على موقع ديسكوغز (الإنجليزية)
- هيثر أنخيل على موقع قاعدة بيانات الفيلم (الإنجليزية)
- هيثر أنخيل على موقع كينوبويسك (الروسية)